# Joseph M. McDade

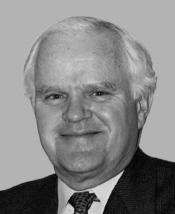
Joseph M. McDade

Joseph Michael „Joe“ McDade (* 29. September 1931 in Scranton, Pennsylvania; † 24. September 2017 in Fairfax, Virginia) war ein amerikanischer Politiker der Republikanischen Partei. Zwischen 1963 und 1999 vertrat er den Bundesstaat Pennsylvania im US-Repräsentantenhaus.

## Werdegang
Joseph McDade besuchte die St. Paul’s School und die Scranton Preparatory School. Danach studierte er bis 1953 an der University of Notre Dame in Indiana. Nach einem anschließenden Jurastudium an der University of Pennsylvania und seiner 1956 erfolgten Zulassung zum Rechtsanwalt begann er 1957 als solcher zu arbeiten. Im Jahr 1962 war er leitender Justizbeamter (solicitor) der Stadt Scranton.
Bei der Wahl 1962 besiegte McDade im zehnten Kongresswahlbezirk Pennsylvanias, in dem auf einen registrierten Republikaner zwei Demokraten kamen, in das US-Repräsentantenhaus in Washington, D.C. seinen demokratischen Gegenkandidaten William Gombar. Im Kongress trat McDade am 3. Januar 1963 die Nachfolge seines Parteifreundes William Scranton an. Er wurde 17-mal wiedergewählt, darunter 1992 ohne Gegenkandidaten (neben der republikanischen hatte er als Write-in-Kandidat auch die demokratische Vorwahl gewonnen) und 1994 mit 66 Prozentpunkten. 1996 kam ihm der Anwalt Errol Flynn in der republikanischen Vorwahl mit gut 2000 Stimmen Rückstand nahe, McDade gewann allerdings die Hauptwahl im November deutlich gegen den Demokraten Joe Cullen. Insgesamt verbrachte er 18 Legislaturperioden im Kongress. McDade war über viele Jahre hinweg ab 1965 Mitglied im Bewilligungsausschuss und zeitweise stellvertretender Ausschussvorsitzender. Außerdem saß er in einigen Unterausschüssen.
Anders als sein Mandatsvorgänger hielt sich McDade aus der nationalen Politik und deren großen Themen heraus. Stattdessen wurde er bekannt dafür, hunderte Millionen US-Dollar an Bundesmitteln in seinen Kongresswahlbezirk im nordöstlichen Pennsylvania zu leiten, um den Strukturwandel von der Kohleförderung hin zu anderen örtlichen Industrieunternehmen zu unterstützen (Spitzname: „Jobs Joe“). Seine Anträge auf Subventionen setzte er in einem lange Zeit von Demokraten dominierten Kongress durch – den Sprecher Tip O’Neill zählte er zu seinen Freunden, John Murtha zu seinen Verbündeten –, während die meisten Republikaner fiskalische Zurückhaltung forderten. Auf seine Initiative hin wurde das Eisenbahnmuseum Steamtown National Historic Site in Scranton 1986 zur National Historic Site erklärt, was den Bund etwa 70 Millionen US-Dollar Förderung kostete, McDade aber Kritik einbrachte, weil viele die besondere Bedeutung für die Stadt nicht sahen. McDade sah die Investition als eine Maßnahme, um den Tourismus zu fördern.
Im Jahr 1992 wurde er wegen Bestechlichkeit angeklagt, nachdem 1988 Ermittlungen aufgenommen worden waren. Er soll von fünf Militärausrüstern und einem Industrielobbyisten zwischen 1983 und 1988 Wahlkampfspenden, Freiflüge, Golfausrüstung und Stipendien für seinen Sohn in Höhe von etwa 100.000 Dollar im Gegenzug für die Verschaffung von Vertragsabschlüssen in Höhe von etwa 54 Millionen Dollar erhalten haben. Eine Jury der Bundesebene sprach ihn nach einem siebenwöchigen Prozess im August 1996 von allen Anschuldigungen frei. Die Vorwürfe hatten verhindert, dass McDade nach der Mehrheitsübernahme der Republikaner im Repräsentantenhaus im Januar 1995 Vorsitzender des Bewilligungsausschusses wurde. Im Jahr 1998 verzichtete er auf eine weitere Kandidatur, nachdem während des Strafverfahrens bei ihm die Parkinson-Krankheit diagnostiziert worden war; sein Mandat endete am 3. Januar 1999. Zu diesem Zeitpunkt war McDade der Republikaner mit der längsten Mandatsdauer im Repräsentantenhaus.
Nach seiner politischen Laufbahn wurde McDade Lobbyist. Im Jahr 2006 wurde der neue Terminal des Wilkes-Barre/Scranton International Airport nach McDade benannt. In der Stadt Scranton sind auch ein Park und eine Schnellstraße nach ihm benannt. An der University of Scranton ist das McDade Center for Technology and Research eingerichtet.